# Gul tre skilling banco

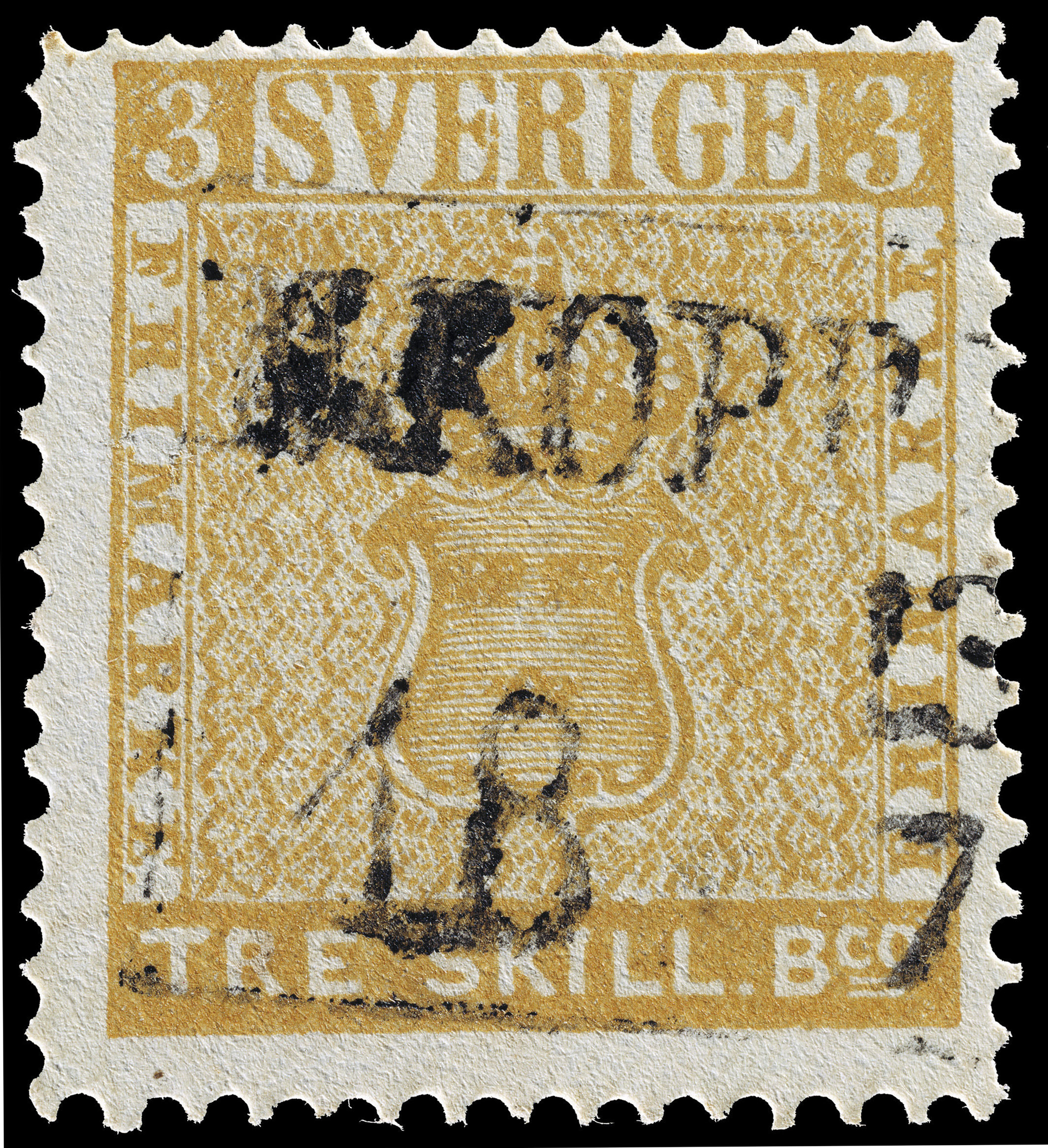
Treskilling Yellow - 1855

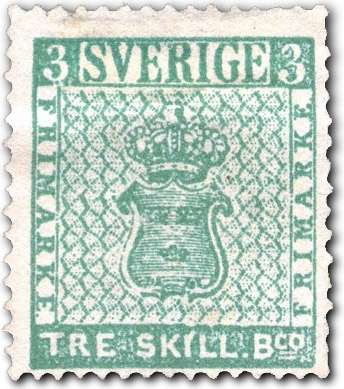
Cor original

Gul tre skilling banco é o segundo selo mais caro do mundo, em especial por seu erro de coloração. Originalmente verde, como os demais selos suecos de mesmo valor, este não se sabe por que, foi impresso em amarelo, cor usada para selos de maior valor. Já pertenceu a vários colecionadores sendo vendido diversas vezes nos anos de 1984, 1990 e 1996 ao preço de 2,875 milhões de francos suíços. Em 2010 foi vendido a um colecionador anônimo por um preço não revelado em Genebra.
Em maio de 2010 foi vendido a um consórcio internacional anônimo por uma quantia definida apenas como maior do que todas as vendas anteriores, constituindo, assim, o novo recorde de selo mais caro já vendido.
Contudo, em 17 de junho de 2014, teve seu recorde batido por outro selo, o Selo da Guiana de 1 Cent que nesta data foi leiloado em Nova York por US$ 9,5 milhões. Não se conhece seu novo proprietário, no entanto, sabe-se que David Redden, diretor de Projetos Especiais da Sotheby's,  que cuidou da venda.